# Peptid
Peptid (řecky πεπτικις peptikos „stravitelný“ nebo πεπτις peptos „vařený“) je chemická sloučenina organického původu, která vzniká spojením několika aminokyselin peptidovou vazbou. Všechny peptidy, kromě cyklických peptidů, mají na konci řetězce N-konec (aminovou skupinu) a C-konec (karboxylovou skupinu). Termín peptid byl poprvé použit v roce 1902 Emilem Fischerem při zkoumání rozkladu bílkovin pepsinem.
Podle počtu peptidových vazeb se peptidy dělí na oligopeptidy (dipeptidy, tripeptidy, tetrapeptidy a další), polypeptidy a bílkoviny (proteiny). Bílkoviny se skládají z jednoho nebo více polypeptidů uspořádaných biologicky funkčním způsobem. Peptidy se řadí spolu s nukleovými kyselinami, oligosacharidy, polysacharidy a dalšími sloučeninami mezi biologické oligomery a polymery.
Peptidy, především bílkoviny, bývají organismem syntetizovány jako neaktivní prekurzory, které se pak na místě působení chemický mění na aktivní formu. U některých peptidů, které vznikly biosyntézou v živých organismech, dochází k posttranslačním modifikacím, při kterých je změněna vždy určitá část peptidu. Tyto modifikace dávají molekule nové vlastnosti, většinou biologickou aktivitu.

## Struktura peptidů

### Aminokyseliny
Peptidy jsou tvořeny aminokyselinami. Aminokyseliny mají dvě funkční skupiny: aminovou (–NH2) a karboxylovou (–COOH). Ty jsou navázané na uhlovodíkový řetězec (R), který může obsahovat například skupinu –CH3, –CH2–CH3, –CH2–OH a mnoho dalších. Příklady jednoduchých aminokyselin, kde jsou uvedeny jejich názvy a v závorkách jejich používané zkratky:

Glycin (Gly, G)
Alanin (Ala, A)
Serin (Ser, S)
Kyselina asparágová

### Peptidová vazba
Důležitou vlastností aminokyselin je jejich schopnost vzájemného slučování za vzniku peptidové vazby. Důležité je, že vzniklý peptid má na svých koncích opět aminovou (–NH2) a karboxylovou (–COOH) skupinu, které jsou schopny další reakce. Kromě cyklických peptidů mají tedy peptidy na konci řetězce N-ukončení (aminovou skupinu) a C-ukončení (karboxylovou skupinu). Postupným slučováním s dalšími aminokyselinami nebo peptidy mohou vznikat obrovské makromolekuly ze stovek až tisíců jednotlivých aminokyselin.
Aminová a karboxylová skupina aminokyselin spolu reagují za vzniku peptidové vazby a za odštěpení molekuly vody. Tato reakce se nazývá polykondenzace a je to reakce endotermická. Peptidová vazba obsahující seskupení atomů –CO–NH–  je druhem kovalentní vazby. Na konci každé molekuly, která obsahuje peptidickou vazbu, je opět zakončení
–NH2  a –COOH. Obecná rovnice polykondenzace:

Vznik peptidové vazby polykondenzací. R je uhlovodíkový řetězec se zakončením -NH_{2} a R´ je řetězec se zakončením -COOH

### Pořadí aminokyselin
Pořadí aminokyselin v peptidech určuje jejich vlastnosti. V lidském organismu se na stavbě bílkovin podílí 20 základních aminokyselin, ale možnosti jejich kombinací jsou nekonečné. Příklady počtu kombinací:
- Dvě aminokyseliny A a B mohou vytvořit 2 sloučeniny: AB a BA.
- Tři aminokyseliny A a B a C mohou vytvořit 6 různých sloučenin: ABC, ACB, BAC, BCA, CAB,CBA
- Čtyři aminokyseliny vytvoří 4 × 3 × 2 × 1 = 24 sloučenin
- Pět aminokyseliny vytvoří 5 × 4 × 3 × 2 × 1 = 120 sloučenin

## Rozdělení peptidů

### Podle počtu vázaných aminokyselin
- Oligopeptidy jsou peptidy obsahující 2 až 10 aminokyselin.
- Polypeptidy jsou peptidy obsahující 11 až 100 aminokyselinami, mají polymerní charakter.
- Bílkoviny jsou peptidy obsahující více než 100 aminokyselin, mají vysoké molekulové hmotnosti a tvoří makromolekuly

### Podle typu řetězce
- lineární
- cyklické

### Podle druhu vazeb
- homodetní (pouze peptidové vazby)
- heterodetní (peptidové i jiné vazby)
- disulfidové -S-S-, esterové (depsipeptidy) -CO-O-R

### Podle vázané složky
- homeomerní obsahující jen aminokyseliny
- heteromerní (peptoidy) obsahující i jiné sloučeniny
  - nukleopeptidy – fosfopeptidy
  - lipopeptidy – chromopeptidy
  - glykopeptidy – metalopeptidy

### Podle vzniku
- produkty metabolismu, přirozené peptidy
- produkty proteolýzy, enzymová nebo neenzymová hydrolýza
- syntetické peptidy, náhradní sladidla

## Některé významné peptidy
- Nisin – antibakteriální látka, produkovaná některými bakteriemi rodu Lactococcus
- Glutathion – látka účastnící se různých biochemických procesů
- Oxytocin – hormon produkovaný hypothalamem a skladovaný v neurohypofýze, vyvolává stahy děložní svaloviny
- Inzulin – hormon produkovaný Langerhansovými ostrůvky ve slinivce břišní. Usnadňuje difuzi krevní glukózy do svalových a tukových buněk, kde pak dochází k syntéze glykogenu a tuků. Tím snižuje hladinu glukózy v krvi. Při nedostatečné produkci inzulínu dochází k nemoci zvané cukrovka (diabetes mellitus)
- Endorfin – patří mezi enkefaliny, působí jako neurotransmitery a neuromodulátory, regulují emocionální projevy
- Gramicidin – antibiotikum